# Kief
Kief és una població dels Estats Units a l'estat de Dakota del Nord. Segons el cens del 2009 tenia 11 habitants.

## Demografia
Segons el cens del 2000, Kief tenia 13 habitants, 8 habitatges, i 3 famílies. La densitat de població era de 4,1 hab./km².
Dels 8 habitatges en un 25% hi vivien nens de menys de 18 anys, en un 12,5% hi vivien parelles casades, en un 12,5% dones solteres, i en un 62,5% no eren unitats familiars. En el 62,5% dels habitatges hi vivien persones soles el 37,5% de les quals corresponia a persones de 65 anys o més que vivien soles. El nombre mitjà de persones vivint en cada habitatge era d'1,63 i el nombre mitjà de persones que vivien en cada família era de 2,67.
Per edats la població es repartia de la següent manera: un 23,1% tenia menys de 18 anys, un 0% entre 18 i 24, un 38,5% entre 25 i 44, un 7,7% de 45 a 60 i un 30,8% 65 anys o més.
L'edat mediana era de 42 anys. Per cada 100 dones de 18 o més anys hi havia 66,7 homes.
La renda mediana per habitatge era de 6.875$ i la renda mediana per família de 12.500$. Els homes tenien una renda mediana de 0$ mentre que les dones 0$. La renda per capita de la població era de 6.467$. Entorn del 50% de les famílies i el 75% de la població estaven per davall del llindar de pobresa.

## Poblacions més properes
El següent diagrama mostra les poblacions més properes.